# Bhutanitis ludlowi
Bhutanitis ludlowi е вид пеперуда от семейство Лястовичи опашки (Papilionidae). Видът е уязвим и сериозно застрашен от изчезване.

## Разпространение
Разпространен е в Бутан.